# 1666 van Gent
1666 van Gent eller 1930 OG är en asteroid i huvudbältet som upptäcktes den 22 juli 1930 av den holländske astronomen Hendrik van Gent i Johannesburg. Den har fått namn efter sin upptäckare.
Asteroiden har en diameter på ungefär 7 kilometer och den tillhör asteroidgruppen Flora.